# Tamsulosina
La tamsulosina és un blocador d'adrenoreceptors alfa específic utilitzat en el tractament simptomàtic de la hiperplàsia benigna de pròstata (HPB). La tamsulosina va ser desenvolupada per Yamanouchi Pharmaceuticals (actualment forma part d'Astellas Pharma) i va ser llançada per primera vegada al mercat sota el nom de Flomax. A Espanya està comercialitzada com EFG, Omnic, Urolosin, Zuantrip, Inreq i Sebrane.

## Mecanisme d'acció
La tamsulosina és un antagonista selectiu del receptor alfa 1, amb major selectivitat per al receptor alfa 1a, el qual està principalment a nivell de la pròstata. Quan els receptors alfa 1 són blocats en el coll vesical i en la pròstata, provoca el relaxament de la musculatura llisa i, per tant, una menor resistència al flux de l'orina. Degut a això, la simptomatologia associada amb la HPB es veu disminuïda.

## Farmacocinètica
El clorhidrat de tamsulosina és ràpid i completament absorbit (99%) en el tracte intestinal. La farmacocinètica del principi actiu és lineal. Amb l'administració de dosi única, la concentració plasmàtica màxima es detecta 6 hores després de la ingestió. L'administració repetida produeix un nivell plasmàtic estable al cinquè dia.
En els humans, el clorhidrat de tamsulosina es fixa de forma gairebé total a les proteïnes plasmàtiques i, per això, té un escàs volum de distribució. El principi actiu és lentament metabolitzat pel fetge. L'eliminació del clorhidrat de tamsulosina i els seus metabòlits es produeix principalment per via del ronyó.
La biodisponibilitat del clorhidrat de tamsulosina es redueix amb els aliments.
La insuficiència renal provoca un augment moderat dels nivells plasmàtics de clorhidrat de tamsulosina que no obliga a adaptar la posologia. Tanmateix, imposa una avaluació prudent en aquest tipus de pacients.

## Ús clínic

### Blocadors Alfa-1
Aquesta teràpia està indicada en tots els pacients que presentin símptomes associats a la HPB, indistintament del creixement de la glàndula prostàtica.
Els blocadors dels receptors alfa (tamsulosina, doxazosina, prazosina, alfuzosina i terazosina) relaxen el coll de la bufeta i el múscul llis prostàtic. És necessari un ajust de la dosi, i la resposta es produeix, només, després de setmanes o pocs mesos.

### Inhibidors de la 5 Alfa reductasa
Aquesta teràpia està indicada en pacients que presentin engrandiment en la glàndula prostàtica, sense acusar símptomes greus.
5 L'Alfa reductasa és un enzim que participa en la conversió de testosterona en dihidrotestosterona, la qual és responsable del creixement accelerat de la pròstata. La seva inhibició retarda el creixement de la pròstata, i l'efecte terapèutic s'observa a partir dels 3 a 6 mesos posteriors a l'inici del tractament.
Els efectes secundaris són principalment sexuals i inclouen una disminució de la libido, disfunció en l'ejaculació i impotència sexual.